# Ana sa zvijezda
“Ana sa zvijezda” (polj. “Obłok Magellana”) poljski je ZF roman kojeg je 1955. napisao Stanislaw Lem. Radnja je smještena u daleku budućnost, u kojoj je s utopijske Zemlje poslana ekspedicija od 227 znanstvenika na dugogodišnje putovanje prema najbližoj zvijezdi Sunčeva sustava, Alpha Centauri, kako bi se istražio njen planetarni sustav. U manjem podzapletu radnja opisuje kako se junak na putovanju zaljubio u jednu od članova posade, Anu.
Roman je pisan u prvom licu jednine, tj. priču pripovijeda anonimni liječnik koji se našao usred putovanja.  Velik dio romana obuhvaća posljedice dugog putovanja s kojima se bore članovi posade, među kojima su izolacija, usamljenost, čežnja za domom te potreba za stvarnom prirodom a ne umjetnim svijetom.

## Radnja
Junak se rodio na polarnom dijelu Grenlanda u 3089. godini. Odrastao je u ugodnoj zgradi okruženom prirodom. Bio je najmlađi član obitelji, uz jednog starijeg brata i dvije starije sestre, među kojima je i Uta, koja radi u klimatskoj stanici za kontroliranje vremena. Njegova baka je uvijek htjela da jedan od njih postane umjetnik. Tada se još čudio televizitima svojih stričeva s raznih dijelova svijeta. Dok je još bio dječak, mnogi su mu govorili da je odveć naporan. Na deveti rođendan cijela obitelj je otišla na planet Veneru. Zaljubljenik u astronomiju, upisao se u Institut opće mehaneuristike, ali je onda upisao kozmodromiju, da bi na kraju završio medicinu. Kad se raspisao natječaj za posadu svemirskog broda “Gea” za prvi međuzvjezdani let u povijesti, prema najbližoj zvijezdi Alpha Centauri, udaljenoj 4,3 svjetlosne godine od Sunčeva sustava, on se kao liječnik prijavio s 25 godina. Oproštaj sa Zemljom mu je otežala veza s Anom, s kojom se često svađao, ali se na kraju ipak rastao žalostan 3123. Pošto je planirano da će “Gea” putovati polovicom brzine svjetlosti, oko 170.000 km/sekundi, jer je to granica do koje je moguće putovati a da se ne ugrozi život, let samo do tamo će potrajati najmanje 8 godina, a dok se vrate, zbog relativnosti vremena, proći će puno više godina na Zemlji nego na brodu.
Na brodu je upoznao posadu – Yrjola, ljubaznog konstruktor koji je napravio hologram šume i prirode u jednoj prostoriji svemirskog broda; Ameta, pilota; Schrey, ravnatelja bolnice; Ter Haar, povjesničara; Ter Akonija, vođu ekspedicije; Callarlu, biofizičarku; Nonnu, arhitekticu; Maju Moletić; Goobara i druge. Također je tamo i jedna liječnica, Ana Ruys, koja ga je jako posjetila na njegovu Anu sa Zemlje. Neki su parovi poveli i svoju djecu sa sobom. Nakon nekoliko okretaja oko Zemlje, “Gea” je krenula na putovanje. Kao eskort, pratili su je mnogi ljudi u svemirskim brodovima do Marsa, a onda je nastavila sama. Kod Jupitera se dogodio mali incident kada se neoprezni pilot rakete, Petar, slučajno zaletio u “Gejin” štit dok je htio letiti oko nje u znak podrške. Uspjeli su ga spasiti, ali je od ozljeda izgubio pamćenje. Let je nastavio normalnom brzinom do Plutona, a onda se brzina povećala do 170.000 km/s te je dugi put krenuo. Na dugom putu se filozofiralo o povijesti, mogućnosti vanzemaljskog života dok su se osjetile posljedice izoliranosti te usamljenosti. Liječnik je primijetio da je Callarla zagledana u Goobara. U drugoj godini putovanja prekinut je praktički svaki kontakt sa Zemljom. Liječnik je imao vezu s Anom, ali samo zato što je tražio utočište od usamljenosti. Petar se sjetio jedine memorije o svom životu, kako je bio zaljubljen u djevojku koja ga je ostavila. Nils je na to prokomentirao da će se takvi slučajevi u budućnosti sigurno riješiti “promjenom psihe da se čovjek odljubi”.
U trećoj godini leta odlučeno je da se brzina “Geje” poveća za 7.000 km, no to je uzrokovalo dezorijeniranost pa čak i pobunu posade koja je u halucinacijama htjela otvoriti brod i izaći iz njega. Yrjola ih je smirio pričom o komunistu Martinu koji se žrtvovao za zajednicu iako je Gestapo tada htio da oda svoje drugove.  Kad je u letu “Gea” naišla na asteroid, nastao je kvar u kojem je poginuo Songgram kako bi ga otklonio. Kad su konačno stigli do odredišta, promatrali su Centaurova sunca. Jedno je bio crveni patuljak. Na obližnjim planetima, uočili su umjetni satelit te ušli u njega. U njemu su bili napisi na engleskom jeziku te su tamo našli atomsko oružje te leševe nekih astronauta. Ter Haar je iznio pretpostavku da su to stanovnici drevne Atlantide koji su se u tom satelitu izgubili iz Zemljine orbite prije 11. stoljeća te tako stigli do ovdje. Uništili su satelit te stigli do Bijelog planeta s kojeg su primali signale. No kad se grupa posade spustila raketama, uništilo ih je obrambeno oružje planeta. Goobar je to objasnio time da su stanovnici tog planeta krivo pomislili da je “Gea” došla da ih napadne kao što je uništila onaj satelit. Odlučeno je da se na obližnjem planetoidu, u svrhu budućih međugalaktičih putovanja, ostave strojevi za gradnju stanice pod nazorom mehanoeurista-pilota Zorina i liječnika. “Gea” je otišla do Bijelog planeta. U padu meteora, Zorin je teško ozlijeđen a antena pokvarena te mu je liječnik izmišljao vijesti da je “Gea” uspostavila kontakt s Bijelim planetom. Kad je Zorim umro, liječnik je primio signale i shvatio da je “Gea” stvarno to napravila te im krenula u pomoć. A čuo je i Anin glas.

## Citat
“…kad se ljudske glave približuju u poljupcu, pogled ne može više obuhvatiti drugo lice, jer je preblizu, ali je to fizička blizina koja ništa ne rješava i ništa ne veže. Uzalud sam htio požuriti dolazak dubljeg osjećaja, uzalud sam ga tražio u snažnim poljupcima, u čvrstom zagrljaju – dok se on krio u večernjoj šutnji, u napola skrivenom smiješku, u slučajnom, neočekivanom dodiru ruku, od kojih je jedna željela pogaditi drugu i zaustavila se plašljivo na pola puta. Kako nisam shvaćao Anu, kako me okrutno nije zanimalo ništa od onoga, čime je živjela!
Sjedili smo, zapravo napola ležali, na postelji pokrivenoj teškim bijelim krznom. Umoran, naslonio sam glavu''…”

## Cenzura
Kada je prvi put objavljen, neke dijelovi romana su cenzurirale komunističke vlasti. Lem je javno odbacio cenzuriranu verziju, odbivši miješanje u svoje pisanje. To se smatralo prilično hrabrim potezom, jer je sam Lem računao na to da se vlasti neće usuditi kazniti ga zbog njegove svjetske reputacije. Necenzurirana verzija objavljena je u 1990-ima.

## Vanjske poveznice
- Članak o romanu  Arhivirana inačica izvorne stranice od 16. kolovoza 2009. (Wayback Machine) (na poljskom)
- Utopijska literatura - među popisom je i "Ana sa zvijezda"